# Staadorf
Staadorf ist ein Gemeindeteil der Stadt Dietfurt an der Altmühl im Landkreis Neumarkt in der Oberpfalz in Bayern.

## Lage
Das Pfarrdorf liegt in der südlichen Frankenalb an der Unterbürger Laber und der Kreisstraße NM 11.
Das Wasserwirtschaftsamt Regensburg betreibt etwa 500 m unterhalb von Staadorf einen Messpunkt an der Unterbürger Laber.
Die Gemarkung Staadorf umfasst 321,29 ha und hat 457 Flurstücke.

## Geschichte
Erste urkundliche Erwähnung war als Stabaradorf 910 im Rahmen der Bestätigung eines Gütertausches durch König Ludwig das Kind. 1280 gehören Teile des Dorfes dem Regensburger Kloster Prüfening. 1353 überließen Götz und Konrad, Schenken von Hirschberg, den Ort der Benediktinerabtei Plankstetten.
1713 wurde ein Pfarrhaus errichtet. 1766 wurde ein Gemeindehaus mit Schule errichtet. 1892 erhielt der Ort eine Brauerei. 1836 wurde eine neue Schule erbaut, welches 1986 verkauft wurde. 1892 wurde ein Wasserleitung gebaut. Das 1966 erbaute Pfarrhaus wird seit der Jahrtausendwende als Gemeinschaftshaus verwendet.
Am 19. Mai 1820 kam es gemeinsam mit Gundelshofen, Parleithen und Geimühle vom Landgericht Neumarkt in der Oberpfalz in das Landgericht Riedenburg. Ab 1862 gehörte es zum Bezirksamt Hemau, ab 1880 zum Bezirksamt Beilngries und ab 1908 dem Bezirksamt Riedenburg.
1867 umfasste die Gemeinde Staadorf die Ortsteile Muttenhofen, Voglmühle und Wimpasing.
Die Gemeinde hatte drei Ehrenbürger: Pfarrer Josef März (9. März 1959), Georg Kürzinger und Franz Sippl (beide 4. März 1964). Am 14. April 1971 beschloss der Gemeinderat die Eingemeindung nach Dietfurt zum 1. Januar 1972.

## Einwohnerentwicklung
- 1910: 197 mit Muttenhofen, Wimpasing und Voglmühle
- 1939: 243 mit Muttenhofen, Wimpasing und Voglmühle
- 1972: 176 mit Muttenhofen, Wimpasing und Voglmühle
- 1987: 087
- 2019: 135 (Staadorf 68, Muttenhofen 50, Wimpasing 15 und Voglmühle 2)

## Denkmäler
Baudenkmäler sind die Pfarrkirche St. Martin, der Herz-Jesu-Bildstock und ein weiterer Bildstock.

## Vereine
Vereine vor Ort sind die KLJB, der Kriegerverein, Obst- und Gartenbauverein und die 1900 gegründete Feuerwehr.